# Daniel Barenboim

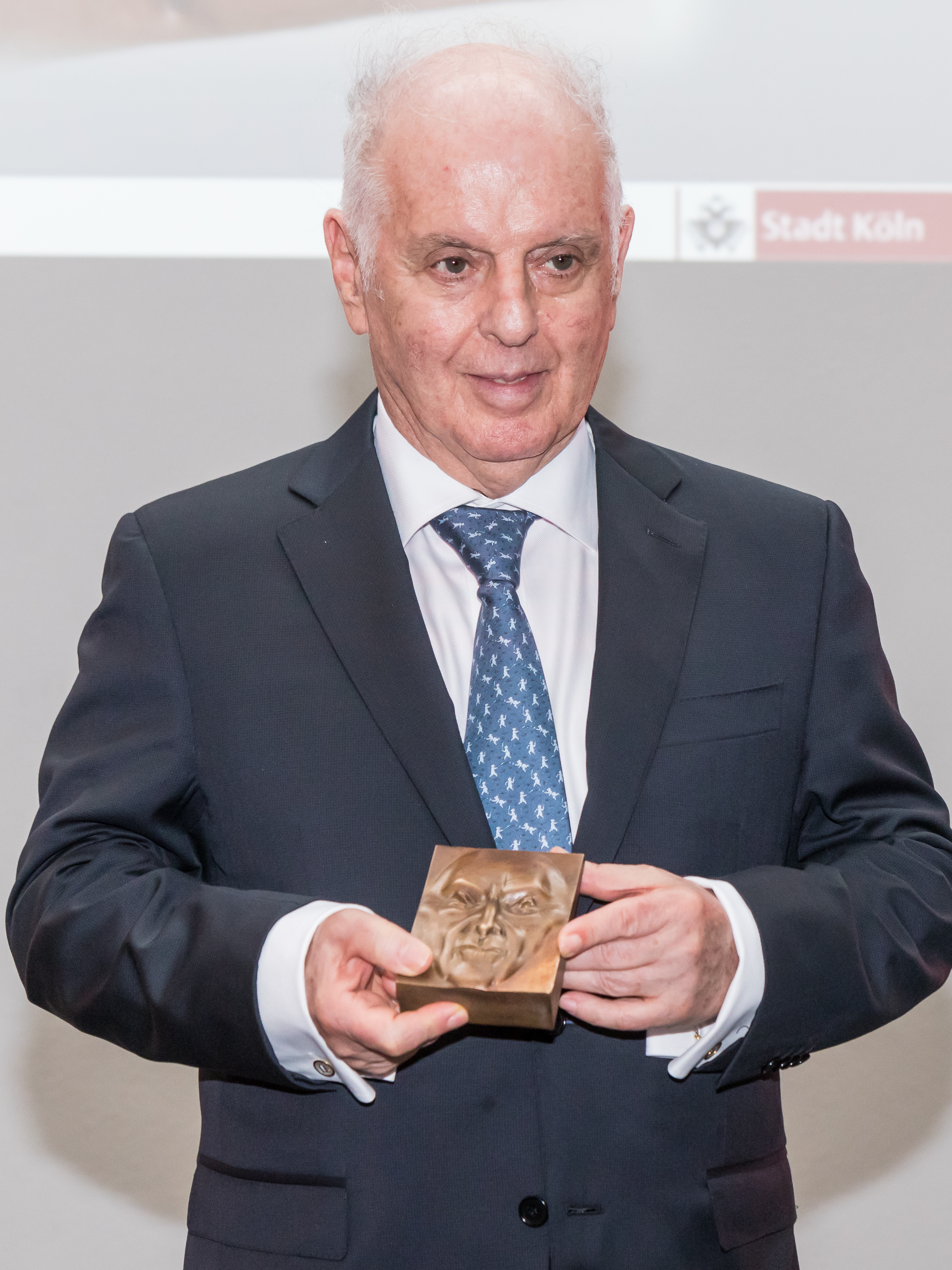
Daniel Barenboim bei der Verleihung Konrad-Adenauer-Preis der Stadt Köln 2019

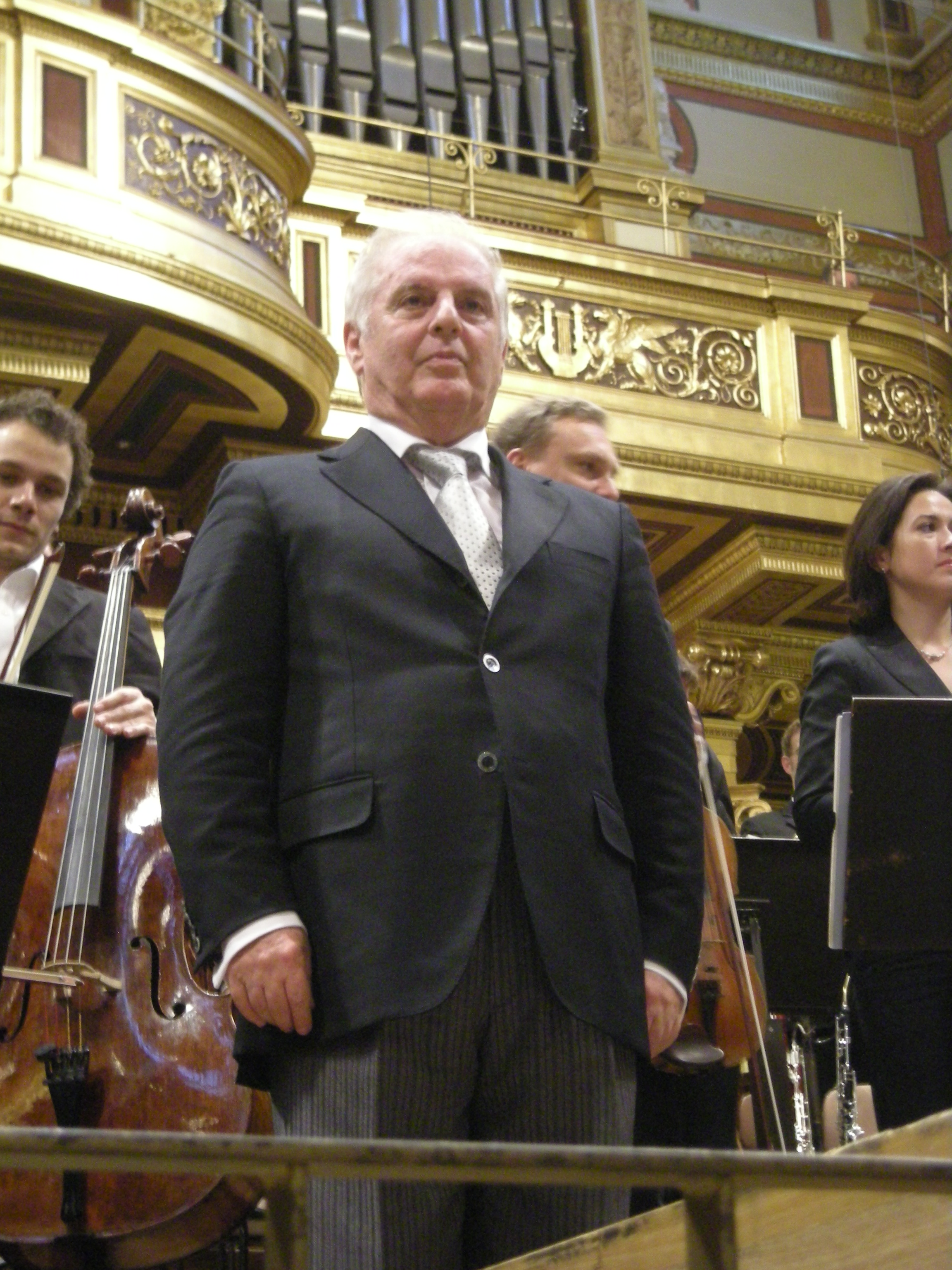
Daniel Barenboim, Musikvereinssaal Wien 2008

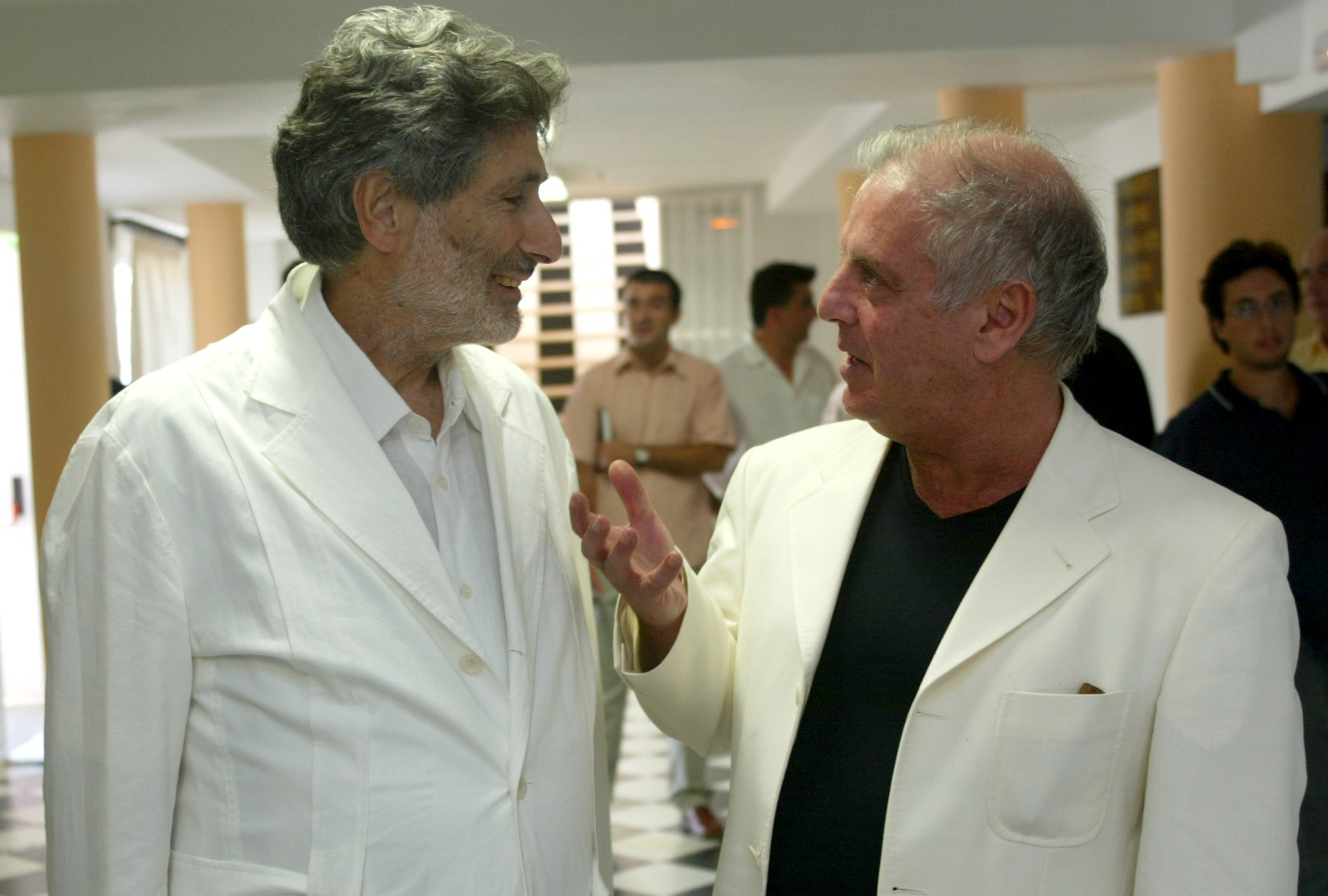
Daniel Barenboim mit Edward Said, Sevilla 2002

Daniel Moses Barenboim (hebräisch דניאל בארנבוים; * 15. November 1942 in Buenos Aires, Argentinien) ist ein argentinisch-israelischer Pianist und Dirigent. Von 1992 bis 2023 war er Künstlerischer Leiter und Generalmusikdirektor der Berliner Staatsoper Unter den Linden. Er erhielt zahlreiche internationale Ehrungen und Auszeichnungen, darunter das deutsche Große Bundesverdienstkreuz. 1999 war er Gründungsmitglied des West-Eastern Divan Orchestra, das sich für friedliche Lösungen im Nahostkonflikt einsetzt. 2012 gründete er in Berlin die Barenboim-Said-Akademie. Barenboim hat als einziger Mensch auf der Welt gleichzeitig die israelische und palästinensische Staatsbürgerschaft.

## Leben und Wirken

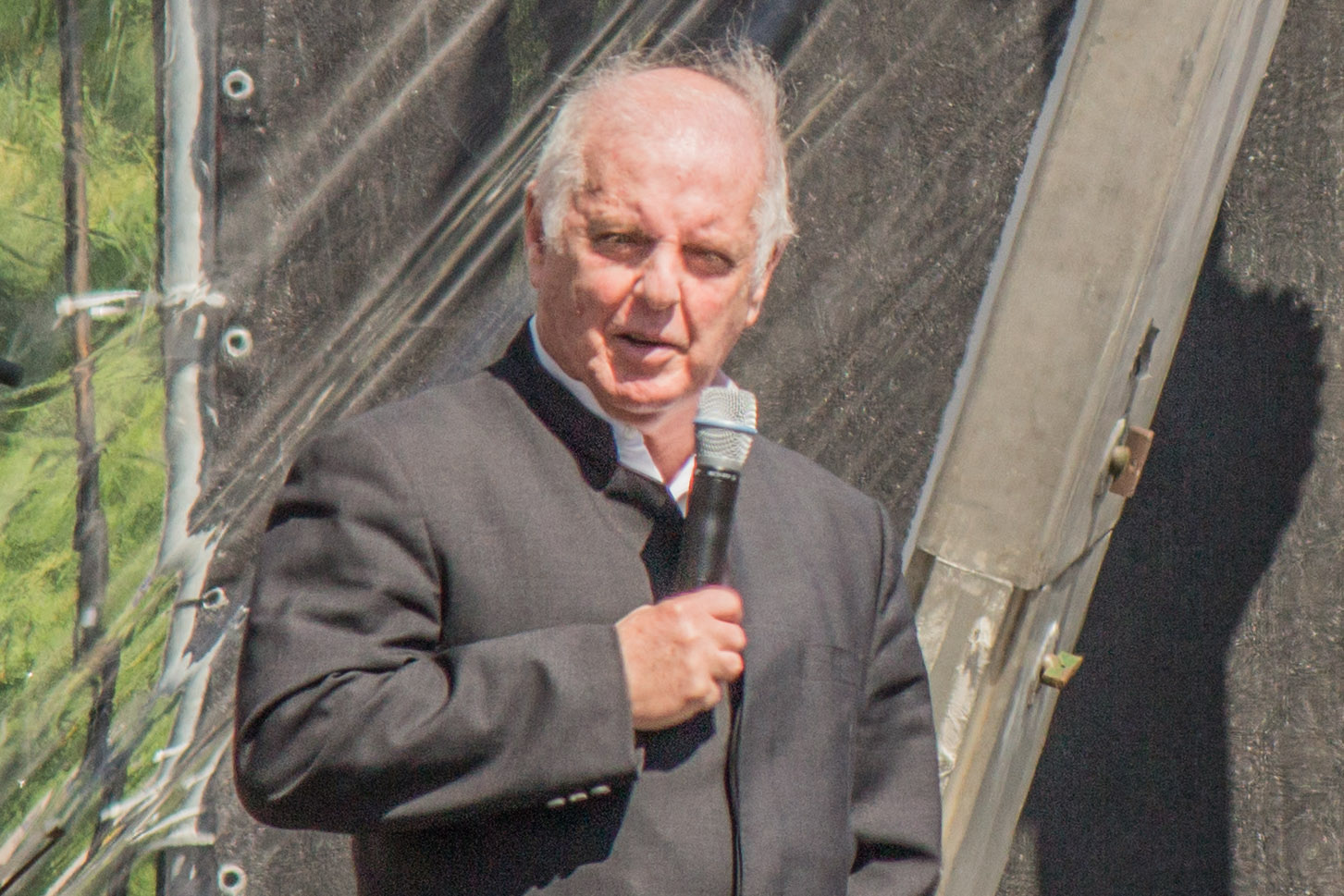
Daniel Barenboim bei Staatsoper für alle, Berlin 2014

Daniel Barenboim wurde als Sohn von Enrique Barenboim (1912–1998) und seiner Frau Aida (Ada), geb. Schuster (1912–1986), in Buenos Aires geboren. Beide Eltern waren Pianisten russisch-aschkenasischer Herkunft. Ab seinem fünften Lebensjahr erhielt er privaten Klavierunterricht von seinen Eltern – sein Vater blieb sein einziger Klavierlehrer – und am 19. August 1950 gab er im Alter von sieben Jahren sein erstes Konzert in Buenos Aires.
1952 verließ die Familie Argentinien; in Europa begann er ein Dirigierstudium bei Igor Markevitch, und begegnete auch Wilhelm Furtwängler, der den elfjährigen Jungen als „Phänomen“ bezeichnete. Die Familie übersiedelte danach nach Israel, wo Barenboim unter anderem das Neue Gymnasium in Tel Aviv besuchte. 1955–56 studierte er mit einem Stipendium bei Nadia Boulanger in Paris Harmonielehre und Kontrapunkt. Seine erste Karriere machte Daniel Barenboim als Pianist, u. a. 1955 mit einem umjubelten Debüt des Dreizehnjährigen in der Wigmore Hall in London sowie in Paris, und später mit Auftritten mit erstrangigen Orchestern weltweit, z. B. 1957 mit den New Yorker Philharmonikern unter Leopold Stokowski.
Während er international als Pianist und Kammermusiker (u. a. mit Jacqueline du Pré, Itzhak Perlman, Pinchas Zukerman, Dame Janet Baker, Dietrich Fischer-Dieskau) auftrat, perfektionierte er in den 1960er-Jahren seine Fähigkeiten als Dirigent. Nach eigenen Aussagen profitierte er besonders von der Möglichkeit, Sir John Barbirolli in seiner Arbeit mit dem Hallé Orchestra beobachten zu können.
Seine Arbeit mit dem London Symphony Orchestra 1968 bei Konzerten in New York, die Tätigkeit als Gastdirigent mit den Berliner Philharmonikern, dem London Philharmonic Orchestra und dem Chicago Symphony Orchestra sowie seine Mozart-Reihe beim Edinburgh International Festival, die 1973 mit Don Giovanni begann, festigten seinen Ruf als Dirigent von Weltrang.
1975 wurde er als Nachfolger von Sir Georg Solti Chefdirigent des Orchestre de Paris. Von 1981 bis 1999 wirkte Barenboim als Dirigent der Bayreuther Festspiele, wo er Tristan und Isolde, Die Meistersinger von Nürnberg, Parsifal und die Tetralogie Der Ring des Nibelungen dirigierte.
Von 1991 bis 2006 war er Chefdirigent des Chicago Symphony Orchestra, seit 1992 ist er auf Lebenszeit Künstlerischer Leiter und Generalmusikdirektor der Staatsoper Unter den Linden in Berlin. Im Herbst 2000 wurde er vom Orchester der Staatskapelle Berlin zum Chefdirigenten auf Lebenszeit gewählt. Im Juli 2011 teilte die Berliner Senatskanzlei mit, dass Barenboim seinen Vertrag für weitere zehn Jahre bis Ende Juli 2022 verlängert habe.
Im September 2024 gab er seinen Posten bei der Staatsoper Unter den Linden an Christian Thielemann ab. Bei dessen Antrittskonzert am 7. Oktober 2024 wurde Barenboim zum Ehrenchefdirigenten der Staatskapelle und zum Ehrenmitglied der Staatsoper ernannt.
Von 2006 bis 2011 war Barenboim Hauptgastdirigent der Mailänder Scala und wurde anschließend zum Musikdirektor des Opernhauses ernannt.
Nach Angaben von Georg Diez im Jahr 2017 hat Barenboim die spanische, argentinische, israelische und palästinensische Staatsangehörigkeit. Barenboim ist als einziger Mensch auf der Welt gleichzeitig israelischer und palästinensischer Staatsbürger.
Barenboim dirigierte auch 2024 mit 81 Jahren und von schwerer Krankheit gezeichnet noch immer, mittlerweile im Sitzen, muss jedoch krankheitsbedingt zeitweise auf Auftritte verzichten. Im Februar 2025 gab er bekannt, an Parkinson erkrankt zu sein und dennoch als Dirigent weiterzuarbeiten, wenn es seine Krankheit zulässt.

## Familie
Von Juni 1967 bis zu ihrem Tod 1987 war Barenboim mit der Cellistin Jacqueline du Pré verheiratet. Er ist in zweiter Ehe seit 1988 mit der Pianistin Jelena Baschkirowa verheiratet. Sie haben zwei gemeinsame Söhne: den Produzenten und Songwriter David Barenboim (* 1983), bekannt unter dem Künstlernamen KD-Supier, und den klassischen Geiger Michael Barenboim (* 1985).

## Musik und Politik

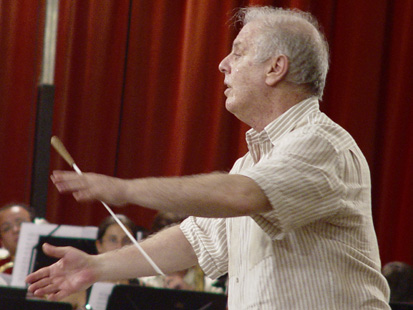
Daniel Barenboim bei einer Probe mit dem West-Eastern Divan Orchestra in Sevilla, 2005

Im Jahr 1990, nach dem Tod Herbert von Karajans – aufgrund der umstrittenen Rolle Karajans im Nationalsozialismus wäre die Reise mit ihm als Chefdirigent unmöglich gewesen – dirigierte Barenboim die Berliner Philharmoniker bei ihrer weltweit beachteten erstmaligen Israel-Tournee, die von ihrem langjährigen ersten Geiger und Orchestervorstand Hellmut Stern initiiert und organisiert worden war. 2001 erhielt Barenboim jedoch in Israel heftige Kritik von Publikum, Kunst- und Kulturschaffenden sowie Politikern, als er bei einem Gastspiel der Staatskapelle Berlin einen Orchesterauszug aus Wagners Tristan und Isolde als Zugabe zur Aufführung brachte. Musik von Richard Wagner wird laut ungeschriebenem Gesetz – wegen der antisemitischen Haltung des Komponisten und der Verwendung seiner Musik im Nationalsozialismus – in Israel nicht öffentlich aufgeführt. Einige Mitglieder des Erziehungskomitees der Knesset wollten Barenboim deshalb zur kulturellen Persona non grata erklären lassen, was letztlich jedoch keine Mehrheit fand.
Zusammen mit dem palästinensischen Literaturwissenschaftler Edward Said und dem deutschen Kulturmanager Bernd Kauffmann gründete er 1999 das Orchester des West-östlichen Divans. Barenboim engagiert sich für eine Annäherung der verfeindeten Volksgruppen im Nahostkonflikt. Das Orchester setzt sich jeweils zur Hälfte aus jungen Musikern aus Israel sowie den palästinensischen Autonomiegebieten, Libanon, Ägypten, Syrien, Jordanien und Spanien zusammen. Im August 2005 gab das Orchester ein vielbeachtetes Konzert in Ramallah, das in vielen Ländern live im Fernsehen übertragen wurde.
Am 10. Mai 2004 wurde Daniel Barenboim in der Knesset, dem israelischen Parlament, der Wolf-Preis für freundschaftliche Beziehungen unter den Völkern verliehen. In seiner Dankesrede zitierte Barenboim aus der israelischen Unabhängigkeitserklärung u. a. folgende Passage. „Der Staat Israel ... wird all seinen Bürgern ohne Unterschied von Religion, Rasse und Geschlecht soziale und politische Gleichberechtigung verbürgen.“ Anschließend sagte er: „In tiefer Sorge frage ich heute, ob die Besetzung und Kontrolle eines anderen Volkes mit Israels Unabhängigkeitserklärung in Einklang gebracht werden kann. Wie steht es um die Unabhängigkeit eines Volkes, wenn der Preis dafür ein Schlag gegen die fundamentalen Rechte eines anderen Volkes ist?“ Daraufhin kam es zu einem Eklat, als die israelische Erziehungsministerin Limor Livnat Barenboim in ihrer Erwiderung vorwarf, das Parlament als Bühne zu missbrauchen, um Israel zu attackieren. Barenboim stiftete das Preisgeld von 50.000 Dollar für die musikalische Erziehung von israelischen und palästinensischen Kindern.
Zwischen Februar und April 2006 hielt Barenboim an verschiedenen Orten (London, Chicago, Berlin, Ost-Jerusalem und West-Jerusalem) für die BBC-Reihe der Reith Lectures Vorträge, die aufzeigen sollten, „dass Musik im Zentrum dessen steht, was wir als menschlich bezeichnen“.
Bei den Salzburger Festspielen 2007 dirigierte Barenboim die Oper Eugen Onegin (Regie Andrea Breth). Außerdem arbeitete er in Salzburg mit dem West-Eastern Divan Orchestra und trat mit diesem Orchester auch im Rahmen der Festspiele auf. Für sein Engagement erhielt Barenboim 2008 die Ehrenbürgerschaft der Palästinensischen Autonomiebehörde. 2009 dirigierte er das Neujahrskonzert der Wiener Philharmoniker. Am 16. April 2009 trat Barenboim zum ersten Mal in Ägypten auf. Im Opernhaus in Kairo leitete er das Cairo Symphony Orchestra, auf dem Programm stand die 5. Sinfonie von Ludwig van Beethoven. Sein Auftritt war im Vorfeld aus politischen Gründen umstritten.
Seit Dezember 2009 ist er Schirmherr der Mendelssohn-Gesellschaft in Berlin, die das geistige und künstlerische Erbe der Mendelssohn-Familie pflegt. Barenboim ist auch Schirmherr der Selbsthilfegruppe Musiker mit Dystonie der Deutschen Dystonie Gesellschaft e. V. und initiierte die Gründung eines öffentlichen, staatlich geförderten Musikkindergartens in Berlin.
Anlässlich seines 70. Geburtstages 2012 gründete Barenboim in Berlin eine Akademie für Nachwuchsmusiker aus dem Nahen Osten, die Barenboim-Said-Akademie (Geschäftsführer Michael Naumann), die Ende 2015 eröffnet wurde und mit dem Wintersemester 2016/2017 ihren Lehrbetrieb aufnahm. Frank Gehry entwarf im Magazingebäude der Berliner Staatsoper (errichtet 1953/1954 vom Architekten Richard Paulick) einen eigenen Konzertsaal für diese Akademie. Der Bund unterstützte das interkulturelle Projekt mit 20 Millionen Euro. Für den Ausbau brachten mehrere Spender eine Summe von 17,7 Millionen Euro auf und das Land Berlin stellt das Gebäude für eine symbolische Pacht von einem Euro pro Jahr für insgesamt 99 Jahre zur Verfügung. Der nach dem Komponisten, Dirigenten und Musikwissenschaftler Pierre Boulez benannte Konzertsaal der Akademie wurde im März 2017 eröffnet.
2014 dirigierte Barenboim wiederum das Neujahrskonzert der Wiener Philharmoniker. Es stand im Gedenken an den Ersten Weltkrieg und wurde in 92 Länder übertragen.
Ein unter der Schirmherrschaft von Bundesaußenminister Frank-Walter Steinmeier geplantes Konzert der Berliner Staatskapelle unter Barenboims Leitung im Iran scheiterte im August 2015 daran, dass dessen Regierung „das zionistische Regime nicht an[erkennt] und auch nicht mit Künstlern dieses Regimes zusammenarbeiten [wird]“. Die israelische Kulturministerin Miri Regev hatte zuvor die Auftrittspläne Barenboims scharf kritisiert, da Barenboim eine antiisraelische Linie verfolge und Kultur zur Durchsetzung politischer Ansichten missbrauche.
Als Reaktion auf die Verleihung des Echos an Farid Bang und Kollegah, deren Texte er als frauenfeindlich, homophob, antisemitisch und menschenverachtend kritisierte, gab Barenboim in Abstimmung mit der Staatskapelle Berlin und dem West-Eastern Divan Orchestra seine Klassik-Echos zurück.

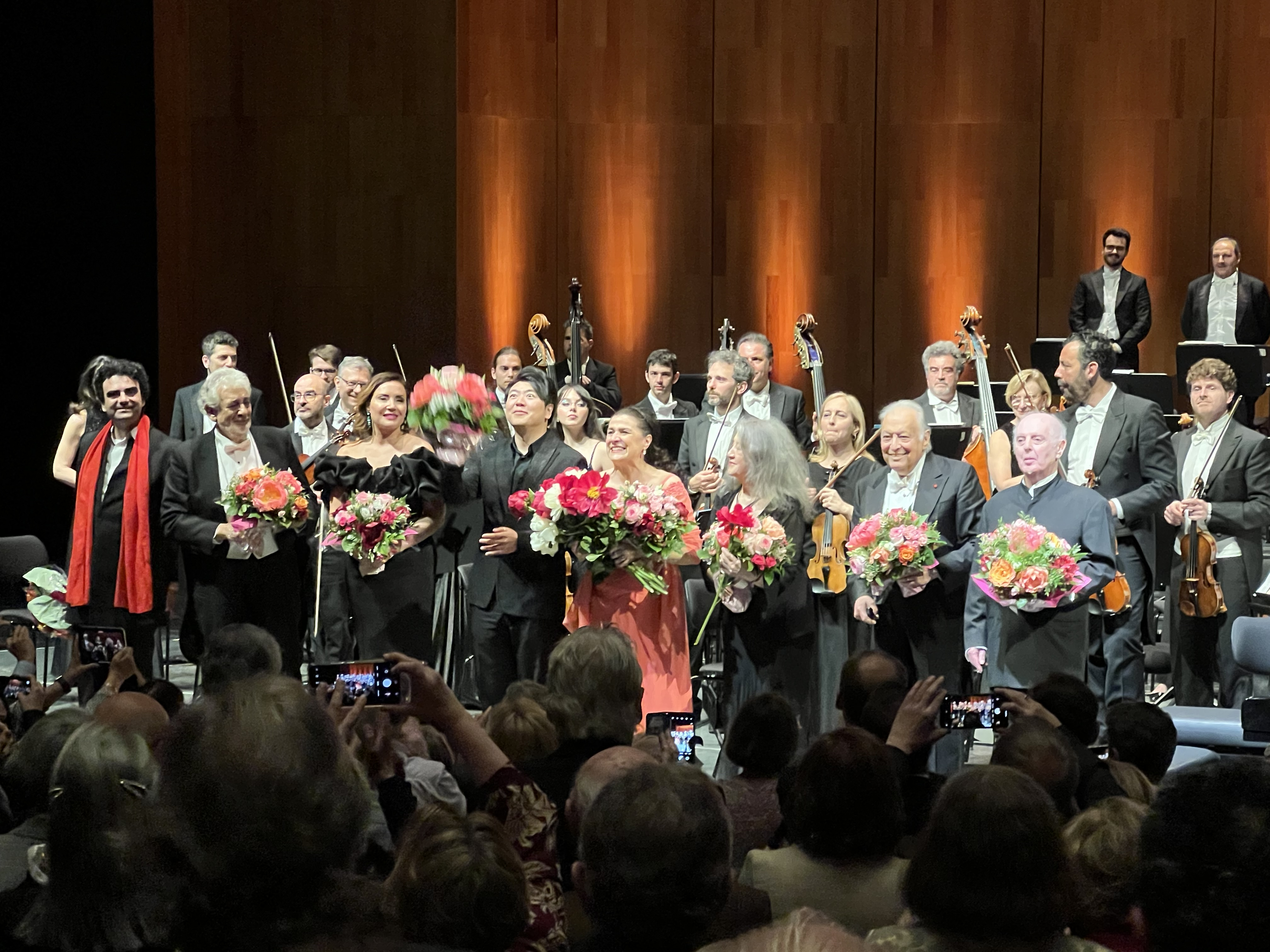
Hommage bei den Salzburger Festspielen, 29. Mai 2023

Am 1. Januar 2022 dirigierte Barenboim erneut das Neujahrskonzert der Wiener Philharmoniker. COVID-19-bedingt musste die Zuhörerschaft für dieses Konzert auf tausend Personen limitiert werden. In seiner nach dem Donauwalzer in englischer Sprache gehaltenen kurzen Ansprache hob er hervor, dass Musik auch die Gräben der Pandemie überwinden könne. Er sagte, dass die COVID-19-Pandemie nicht nur körperliches Leid über die Menschen gebracht habe. Die Krise führe leider auch dazu, dass Menschen auseinander gebracht werden. Veranstaltungen wie diese trügen dazu bei, Menschen wieder zusammenzuführen. Er rief zum Zusammenhalt in der Krise auf.
Am 6. Januar 2023 gab Barenboim bekannt, dass er zum 31. Januar 2023 aus gesundheitlichen Gründen als Generalmusikdirektor der Staatsoper Unter den Linden zurücktritt.
Am 29. Mai 2023 veranstalteten die Salzburger Pfingstfestspiele, bezogen auf seinen achtzigsten Geburtstag, eine Hommage an Daniel Barenboim, an der neben ihm Martha Argerich, Plácido Domingo, Lang Lang, Sonya Yoncheva, Cecilia Bartoli, Rolando Villazón, Zubin Mehta und das Orchestra del Maggio Musicale Fiorentino auftraten.

## Kritik
Im Februar 2019 veröffentlichte das Van Magazin einen Artikel, der Barenboims Führungsstil thematisierte. Mehrere zum Teil ehemalige Mitarbeiter der Staatsoper berichteten anonym über Übergriffe Barenboims. Wenige Wochen später brachte BR-Klassik einen Beitrag, in dem drei Musiker unter Klarnamen unter anderem den Vorwurf äußerten, Barenboim neige zu Wutanfällen und behandle Mitarbeitende nach Fehlern missachtend.
Barenboim widersprach den Vorwürfen. Die Hausleitung und der Orchestervorstand verteidigten Barenboim. So äußerte sich Intendant Matthias Schulz gegenüber dem Van Magazin: „Problematisches Verhalten durch Daniel Barenboim, der Höchstleistungen erbringt, ist uns zu keinem Zeitpunkt bekannt geworden.“ Im September 2019 veröffentlichte das Van Magazin einen weiteren Artikel, in dem eine ehemalige Orchestermanagerin von einem körperlichen Übergriff Barenboims berichtete: „[…] ‚Er schrie mich an, ich solle den Raum verlassen und er könne mir nicht mehr vertrauen‘, schreibt Eisen. ‚Als ich dazu etwas sagen wollte, kam er auf mich zu, packte mich mit beiden Händen zwischen Schultern und Hals und schüttelte mich.‘“ Barenboim sagte, er habe sie tatsächlich angeschrien und sich dafür später entschuldigt, den Vorwurf, dass er sie packte und schüttelte, wies er jedoch zurück.

## Auszeichnungen und Ehrungen

### Medaillen, Orden, Preise, Ehrendoktortitel
- 1996: Ehrendoktorwürde der Hebräischen Universität Jerusalem
- 2001: Goldene Goethe-Medaille der Goethe-Gesellschaft in Weimar
- 2002: Prinz-von-Asturien-Preis für seine Verdienste um die israelisch-palästinensische Aussöhnung, gemeinsam mit Edward Said[37]
- 2002: Toleranzpreis der Evangelischen Akademie Tutzing[38]
- 2003: Wilhelm-Furtwängler-Preis zusammen mit der Staatskapelle Berlin
- 2004: Haviva-Reik-Friedenspreis
- 2004: Buber-Rosenzweig-Medaille
- 2004: Wolf-Preis
- 2004: Paul-Hindemith-Preis der Stadt Hanau
- 2005: Robert-Schumann-Preis der Stadt Zwickau
- 2005: Aufnahme in die American Academy of Arts and Sciences als auswärtiges Ehrenmitglied
- 2006: Echo Klassik Musikpreis als Dirigent des Jahres sowie für die Musik-DVD des Jahres
- 2006: Ernst von Siemens Musikpreis. Das Kuratorium der Stiftung hob bei der Preisverleihung sein „völkerverbindendes Engagement und seine Bemühungen für einen Frieden im Nahen Osten“ hervor. Barenboim spendete zwei Drittel des Preisgeldes in Höhe von 150.000 Euro für die Sanierung der Staatsoper Unter den Linden in Berlin, ein Drittel stellte er für seine neue Barenboim-Stiftung für Musikbildung bereit.
- 2006: Preis für Verständigung und Toleranz des Jüdischen Museums Berlin
- 2006: Hessischer Friedenspreis und Friedenspreis der Geschwister Korn und Gerstenmann-Stiftung für seine vielfältigen Bemühungen um die Annäherung und Aussöhnung zwischen Israelis und Palästinensern
- 2006: Kulturgroschen[39]
- 2007: Goethe-Medaille des Goethe-Instituts für sein „Engagement für den grenzüberschreitenden Austausch insbesondere junger Musiker“
- 2007: Praemium Imperiale
- 2007: Ehrendoktorwürde der Universität Oxford im Fach Musik für sein herausragendes musikalisches Können sowie für sein völkerverbindendes Engagement und Lebenswerk
- 2007: Ernennung zum Friedensbotschafter der UNO durch UN-Generalsekretär Ban Ki-moon (neben dem Schriftsteller Paulo Coelho)
- 2008: palästinensische Ehrenstaatsbürgerschaft „für seinen Einsatz für das palästinensische Volk und einen Frieden zwischen Israelis und Palästinensern“. Die Verleihung wurde anlässlich eines Benefizkonzerts Barenboims in Ramallah bekannt gegeben.[40][41]
- 2009: Moses Mendelssohn Medaille des Moses Mendelssohn Zentrum für europäisch-jüdische Studien, eine Auszeichnung für Persönlichkeiten, die sich für Toleranz und Völkerverständigung und gegen Fremdenfeindlichkeit engagieren.[42]
- 2009: Markgräfin-Wilhelmine-Preis der Stadt Bayreuth für Toleranz und Humanität in kultureller Vielfalt.[43]
- 2010: Internationaler Preis des Westfälischen Friedens für sein Bemühen um den Dialog im Nahen Osten und die Annäherung zwischen Israelis und Palästinensern.
- 2010: Herbert-von-Karajan-Musikpreis, weil er die klassische Musikwelt nicht nur entscheidend geprägt, sondern auch versöhnend weiter entwickelt habe. Das Preisgeld des Karajan-Musikpreises von 50.000 Euro ist für die musikalische Nachwuchsförderung bestimmt.
- 2010: Otto-Hahn-Friedensmedaille in Gold der Deutschen Gesellschaft für die Vereinten Nationen (DGVN)
- 2010: Der Asteroid (7163) Barenboim wurde nach ihm benannt.
- 2011: Dresden-Preis
- 2011: Bruno-Kreisky-Preis für Verdienste um die Menschenrechte.
- 2011: Erster Preisträger des Internationalen Willy-Brandt-Preises, der mit 25.000 € dotiert ist. Die Preisverleihung fand am 25. Oktober 2011 in Berlin statt.[44]
- 2011: Menschenrechtspreis der Karl-Franzens-Universität Graz
- 2011: Honorary Knight Commander of the Order of the British Empire (KBE)[45]
- 2012: Träger der olympischen Flagge zur Eröffnung der Olympischen Sommerspiele 2012 in London[46]
- 2012: ECHO Klassik für sein Lebenswerk (zurückgegeben)
- 2013: Premio Abbiati
- 2013: Großes Verdienstkreuz mit Stern und Schulterband der Bundesrepublik Deutschland
- 2013: Ernst-Reuter-Plakette[47]
- 2013: Marion Dönhoff Preis für internationale Verständigung und Versöhnung (Hauptpreis)
- 2015: Aufnahme in den Orden Pour le Mérite[48]
- Ehrenmitglied der Berliner Philharmoniker
- 2019: Konrad-Adenauer-Preis der Stadt Köln[49]
- 2020: Rheingau Musik Preis gemeinsam mit dem West-Eastern Divan Orchestra
- 2022: Gramophone Classical Music Awards für das Lebenswerk[50]
- 2023: Ehrenbürger von Berlin[51]
- 2024: Ehrenchefdirigent der Staatskapelle Berlin[9]
- 2024: Ehrenmitglied der Staatsoper Berlin[9]
- 2024: Internationaler Beethoven-Preis

### Grammy Awards
- Grammy Award für Beste Operneinspielung:
  - Christoph Classen (Produzent), Eberhard Sengpiel, Tobias Lehmann (Toningenieure), Daniel Barenboim (Dirigent), Jane Eaglen, Thomas Hampson, Waltraud Meier, René Pape, Peter Seiffert, Chor der Deutschen Staatsoper Berlin, Staatskapelle Berlin für Wagner: Tannhäuser (Grammy Awards 2003)

- Grammy Award für Beste Kammermusikausführung:
  - Daniel Barenboim, Dale Clevenger, Larry Combs, Daniele Damiano, Hansjörg Schellenberger, Berliner Philharmoniker für Beethoven/Mozart: Quintette (Chicago-Berlin) (Grammy Awards 1995)
  - Daniel Barenboim, Itzhak Perlman für Brahms: Die drei Violinsonaten (Grammy Awards 1991)
- Grammy Award für Beste Orchesterausführung:
  - Daniel Barenboim (Dirigent), Chicago Symphony Orchestra für Corigliano: 1. Sinfonie (Grammy Awards 1992)
- Grammy Award für Beste(n) Instrumentalsolisten (mit Orchester):
  - Martin Fouqué (Produzent), Eberhard Sengpiel (Toningenieur), Daniel Barenboim, Dale Clevenger, Larry Combs, Alex Klein, David McGill und Chicago Symphony Orchestra für Richard Strauss: Bläserkonzerte (Hornkonzert; Oboenkonzert usw.) (Grammy Awards 2002)
- Grammy Award für Beste Solistische Instrumentalausführung (mit Orchester):
  - Daniel Barenboim (Dirigent), Itzhak Perlman, Chicago Symphony Orchestra für Edward Elgar: Violinkonzert h-Moll (Grammy Awards 1983)
  - Daniel Barenboim (Dirigent), Arthur Rubinstein, London Philharmonic Orchestra für Beethoven: Die fünf Klavierkonzerte (Grammy Awards 1977)
- Grammy Award für Bestes Klassik-Album:
  - Daniel Barenboim (Dirigent), Arthur Rubinstein, London Philharmonic Orchestra für Beethoven: Die fünf Klavierkonzerte (Grammy Awards 1977)

## Trivia
Barenboim spielte 2011 in Siena den restaurierten Flügel des Komponisten Franz Liszt. Das brachte ihn auf die Idee, mit Hilfe des belgischen Klavierbauers Chris Maene und der Firma Steinway & Sons einen Flügel nach seinen Vorstellungen zu entwickeln. In ihm sind alle Saiten parallel gespannt und die Maserung des hölzernen Resonanzbodens verläuft in eine andere Richtung, was laut Barenboim zu einem transparenteren, klareren Klang führt. Von diesem Flügel gibt es nur 2 Exemplare. Er wurde am 16. Juni 2015 beim Klavier-Festival Ruhr in der Düsseldorfer Tonhalle vorgestellt und trägt seinen Namen in goldenen Lettern.

## Filme
- Von der Vielfalt des Seins. Begegnungen mit Daniel Barenboim. Dokumentarfilm, Deutschland, 2002, 90 Min., Buch und Regie: Paul Smaczny, Produktion: Euro Arts Music, SFB, arte, NHK, Amythos Films, Inhaltsangabe von arte.
- Wege zur Musik mit Daniel Barenboim. 1. Musik und Politik. Dokumentarfilm, Deutschland, 2012, 55 Min., Buch und Regie: Paul Smaczny, Produktion: Accentus Music, ZDF, arte, Erstsendung: 15. November 2012 bei arte, Inhaltsangabe von ORF2
- Wege zur Musik mit Daniel Barenboim. 2. Musik und Tabu: Richard Wagner. Dokumentarfilm, Deutschland, 2012, 26 Min., Buch und Regie: Paul Smaczny, Erstsendung: 15. November 2012 bei arte, Inhaltsangabe von arte.
- Barenboim oder Die Kraft der Musik. Dokumentarfilm, Deutschland, 2017, 90 Min., Buch und Regie: Sabine Scharnagl, Produktion: UNITEL, BR, RBB, Erstsendung: 7. November 2017 im Bayerischen Fernsehen, Inhaltsangabe Pressemitteilung des BR.
- Max & Maestro Zeichentrickfilm, Italien & Frankreich, 2018.

## Schriften
- My Land, My Pain. In: New York Times, 14. Mai 2008. Biografischer Kommentar von Daniel Barenboim zu Israels 60. Geburtstag.
- Daniel Barenboim: Klang ist Leben. Die Macht der Musik. Pantheon Verlag, München 2009, ISBN 978-3-570-55097-7.
- Daniel Barenboim: Musik ist alles und alles ist Musik. Erinnerungen und Einsichten. Berlin-Verlag, Berlin 2014, ISBN 978-3-8270-1201-2.